# Crimen ambitus
Il Crimen ambitus era il delitto che derivava dalla realizzazione di brogli elettorali, ossia tutte quelle operazioni illecite di manipolazioni del voto che tendono a falsare una consultazione elettorale. .

## Descrizione
Il Crimen ambitus in modo particolare includeva ogni pratica che avesse come fine l'indebita appropriazione dei voti pubblici.
Oltre alla corruzione, alla promessa di ricompense future o ad un'immediata ricompensa in denaro, costituiva reato anche un semplice banchetto, o una festa attraverso la quale il candidato tentasse di procurarsi il favore popolare.
Le pene inflitte ai trasgressori mutarono accrescendosi fino al periodo della legislazione imperiale, con la quale il crimine ambitus perse costantemente rilievo, poiché si arrivò al punto che i magistrati ricevevano le nomine dal solo imperatore e non attraverso votazione popolare.
| Controllo di autorità | Thesaurus BNCF 63552 |